# الزوية (العراق)
الزوية هي مدينة عراقية في قضاء بيجي في محافظة صلاح الدين وسط شمال العراق، يبلغ عدد سكانها نحو 20 ألف نسمة تقريباً، تقع على الجهة الغربية من نهر دجلة يقابلها من الجهة الأخرى من النهر مدينة الزاب.
كانت الزوية قرية تابعة لناحية الزاب جزءاً من محافظة نينوى ثم أُلحقت بقضاء بيجي من محافظة صلاح الدين، أرضها منبسطة على ساحل نهر دجلة، حدودها منيعة إذ يحيط بها جبل مكحول شمالاً وغرباً وجنوباً، ونهر دجلة من الشرق، استوطن عشيرة الحوري الجبورية بقرية الزوية في النصف الأول من القرن التاسع عشر الميلادي.

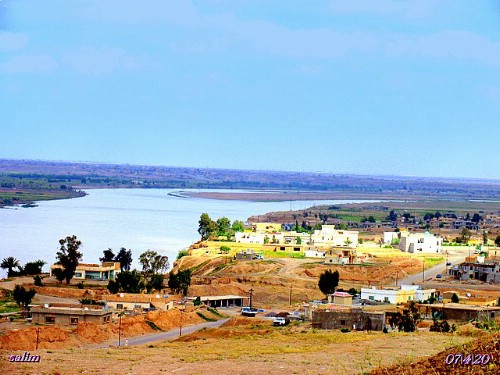
الزوية

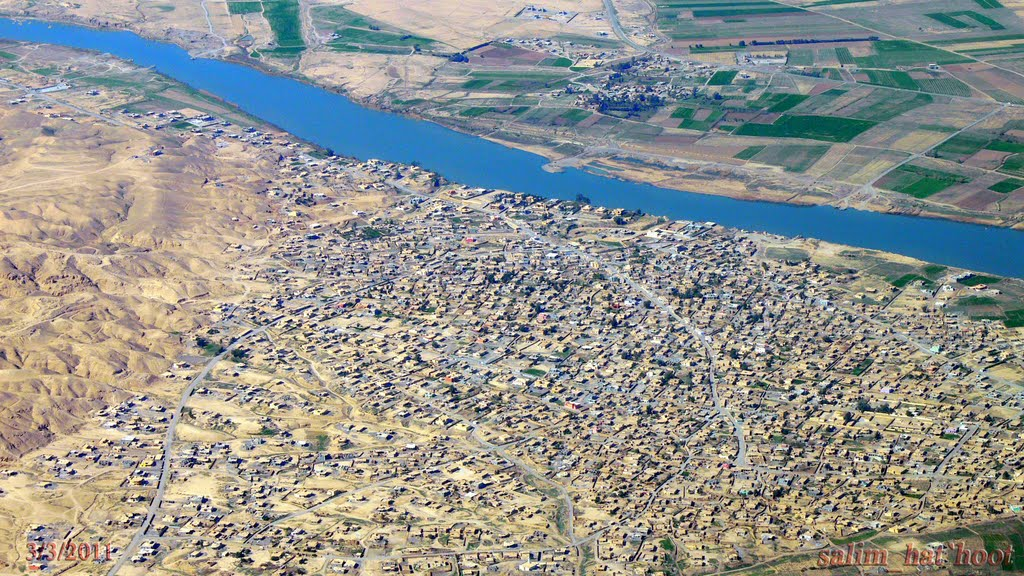
الزوية

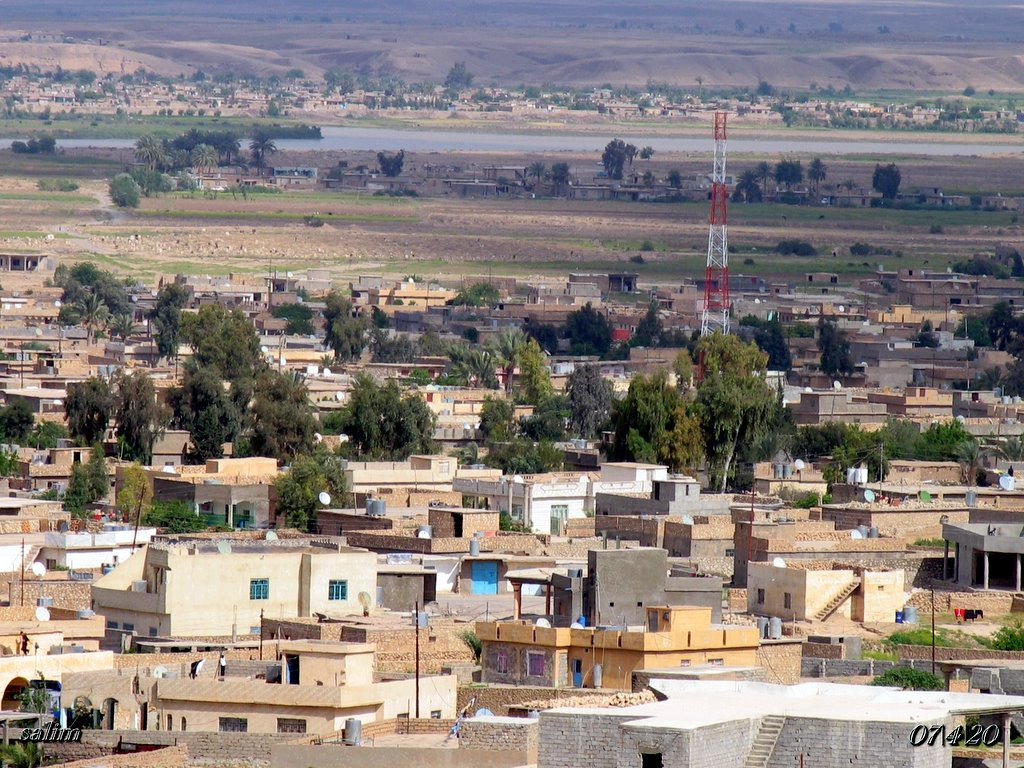
الزوية

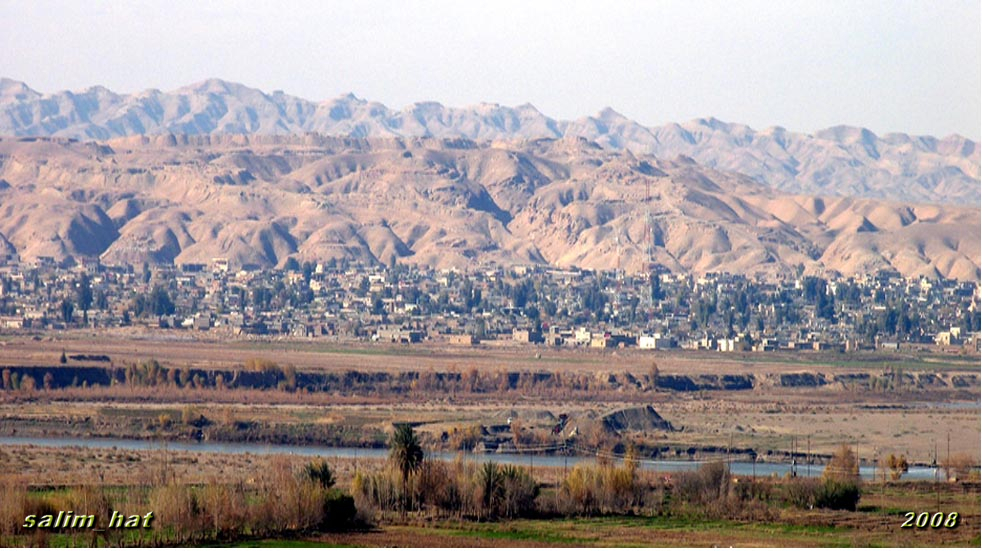
الزوية